# Abdul Hamid I.
Abdul Hamid I (20. ožujka 1725. – 7. travnja 1789.), turski sultan.
Abdul Hamid I. (arapski: عبد الحميد الأول) naslijedio je 21. siječnja 1774. godine svog brata Mustafu III. poslije njegove prirodne smrti. Prvi potez njegove vladavine postaje zaključivanje mirovnog sporazuma s Rusijom iste godine koje stupa na prijestolje. Poslije toga se trudio izbjegavati nove sukobe u kojima bi moglo završiti upleteno Tursko carstvo.
To novo vrijeme mira se iskorištava za nastavak daljnjih unutrašnjopolitičkih reformi. Pred kraj njegovog života kao i prije onog bratovog dolazi do rata s Rusijom 1787. godine.
Zahvalni mu je narod dao nadimak Sveti. Poslije njegove smrti on biva naslijeđen od Selima III., sina Mustafe III.
Njegova dva sina Mustafa IV. i Mahmud II. će ipak kasnije postati sultani. 
| Prethodnik:  | Vladar Osmanskog Carstva (1774. – 1789.) | Nasljednik: |
| Mustafa III. | Vladar Osmanskog Carstva (1774. – 1789.) | Selim III.  |